# Euchirella formosa
Euchirella formosa är en kräftdjursart som beskrevs av Vervoort 1949. Euchirella formosa ingår i släktet Euchirella och familjen Aetideidae. Inga underarter finns listade i Catalogue of Life.